# جائزة بريطانيا الكبرى للدراجات النارية 1977
جائزة بريطانيا الكبرى للدراجات النارية 1977 هو سباق دراجات نارية أقيم بتاريخ 13–14 أغسطس 1977 في حلبة سلفرستون. كان الجولة الثالثة عشر من أصل 13 في سباق الجائزة الكبرى للدراجات النارية موسم 1977. فاز الأمريكي بات هنن بفئة 500 سي سي بينما جاء الأمريكي ستيف بيكر في المركز الثاني.

## وصلات خارجية
- الموقع الرسمي